# Marian Matłoka
Marian Matłoka (ur. 3 listopada 1918 w Nowym Karminie, zm. 8 listopada 1986 w Wałczu) – kajakarz, trener, olimpijczyk z Londynu 1948.
Karierę sportową rozpoczął przed II wojną światową (1935 r.) Był wielokrotnym mistrzem Polski w:
- K-2 na dystansie 10 000 m (1946,1948,1949)
- K-2 na dystansie 1000 m (1946,1947,1949,1950)
- K-4

Na igrzyskach olimpijskich w 1948 roku wystartował w konkurencji kajakowych dwójek na dystansie 1000 m, gdzie odpadł w eliminacjach oraz na dystansie 10 000 m gdzie zajął 10. miejsce. Jego partnerem był Alfons Jeżewski.
Po zakończeniu kariery sportowej był trenerem.
Pochowany w Alei Zasłużonych na cmentarzu na Junikowie (AZ-2-P2-22).

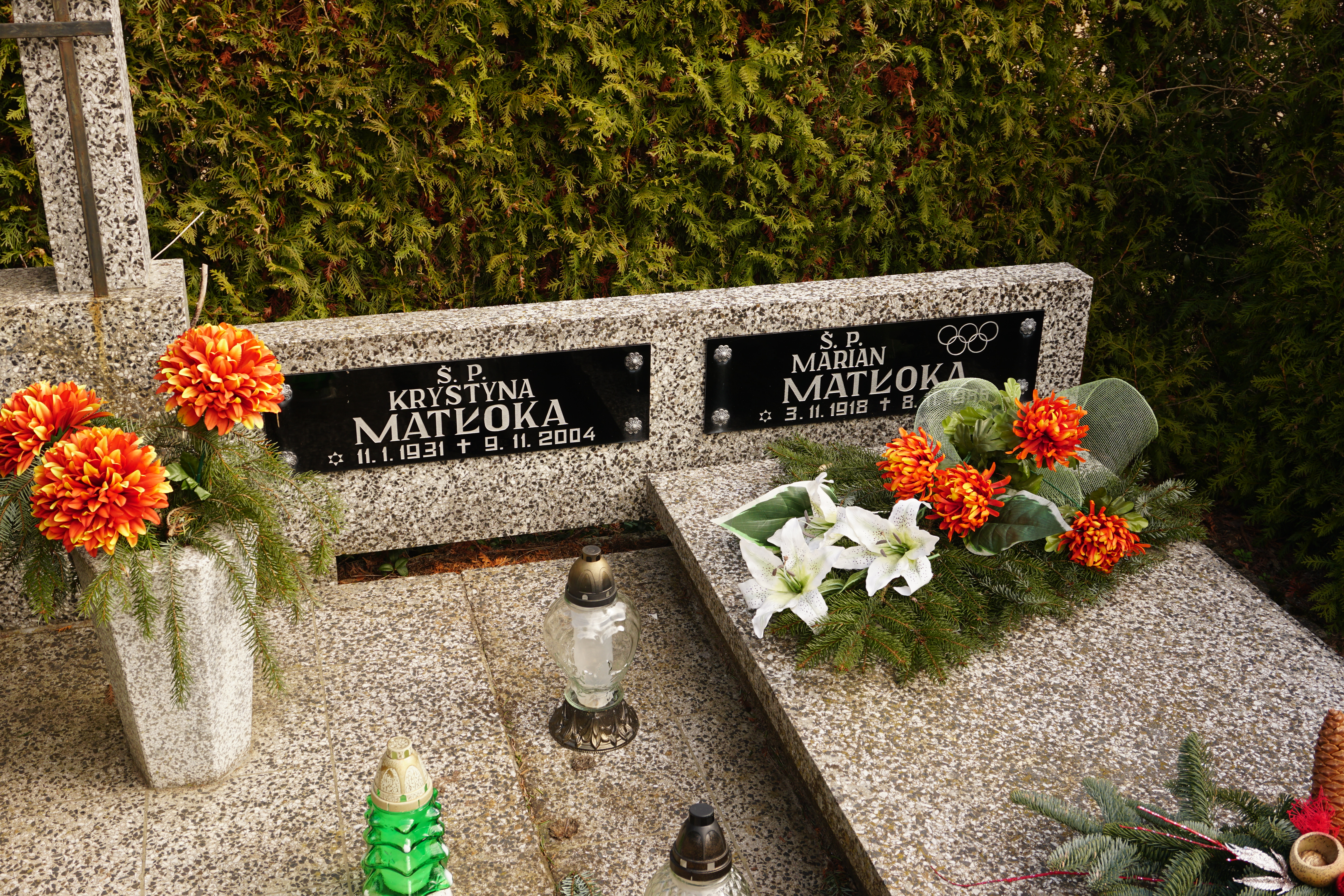
Grób Mariana Matłoki na Cmentarzu na Junikowie